# Sandy Marcin
Sandy Marcin (...) è un giocatore di football americano francese che gioca come defensive back per gli Hurricanes de Montpellier.

## Palmarès
- 1 World Games (2017)
- 1 Casque d'Or (Centurions de Nîmes, 2013)
- 1 Casque d'Argent  (Hurricanes de Montpellier, 2007)